# Frances Macdonald
Ne pas confondre avec l'artiste écossaise Frances MacDonald (1873-1921).
Pour les articles homonymes, voir MacDonald.
Frances Macdonald, née le 12 avril 1914, et morte le 5 mars 2002, est une peintre anglaise connue pour ses scènes panoramiques peintes au Pays de Galles, dans le sud de la France et à Londres pendant la Seconde Guerre mondiale.

## Jeunesse

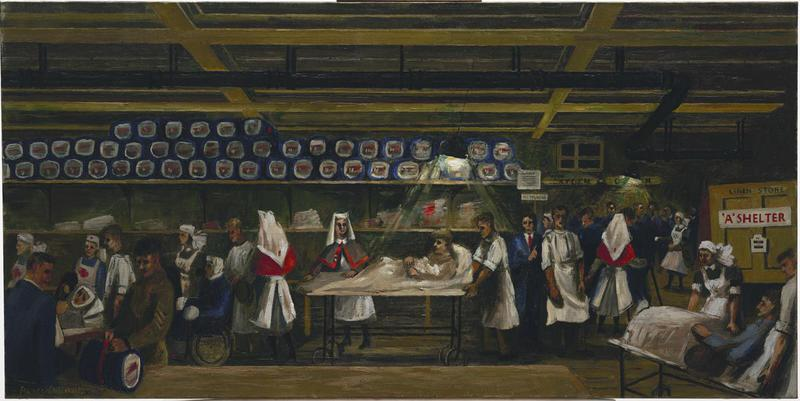
In the Millbank Hospital during an Air Raid, patients being taken to the shelter (1940) (Art.IWM ART LD 1598)

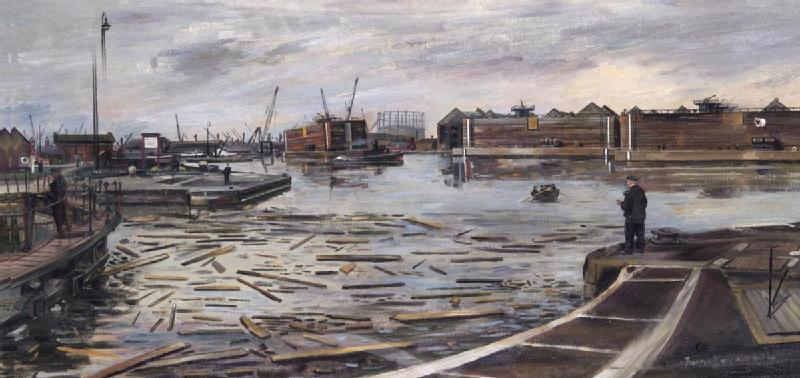
London Docks, Building Caissons for Mulberry (1944) (Art.IWM ART LD 4039)

Frances Macdonald naît le 12 avril 1914 à Wallasey dans le Cheshire, est la plus jeune des deux filles de François Macdonald, un directeur de banque, et de sa femme Jessie. Elle est formée à Wallasey School of Art entre 1930 et 1934, où elle bénéficie de l'enseignement de William Green et Gordon McPherson, avant d'étudier au Royal College of Art jusqu'en 1938. Alors qu'elle est au RCA, elle rencontre son futur mari, l'artiste Leonard Appelbee.

## Seconde Guerre mondiale
Au début de la Seconde Guerre mondiale, Macdonald a l'intention de se porter volontaire pour des tâches d'infirmière, mais elle est étonnée de recevoir une commande d'artiste de guerre, étant donné qu'elle avait récemment été étudiante. Tout au long de la guerre, Macdonald a reçu un certain nombre de contrats à court terme et de commandes d'images individuelles du Comité consultatif des artistes de guerre, du War Artists' Advisory Committee et du projet Recording Britain qui l'a employée comme artiste tout au long du conflit. Les commandes Macdonalds comprenaient à la fois des scènes d'infirmières, souvent attribuées à des femmes artistes, et des travaux de production et de réparation dans l'industrie lourde. 
La première peinture que Macdonald a soumise au WAAC, montrant des gens dans un abri à l'hôpital militaire de la reine Alexandra à Millbank pendant un raid aérien, a été jugée inacceptable en raison de la peur et de l'appréhension évidentes représentées. Une deuxième peinture d'hôpital a été acceptée en janvier 1941 et une nouvelle représentation du raid aérien de Millbank a été acceptée en novembre 1941. Lorsque l'hôpital de la MAQ a été évacué vers Oxford, Macdonald a suivi et a été autorisé à peindre au dépotoir de l'avion à proximité, à Cowley. Il en est résulté trois tableaux, dont l'un a été décliné par WAAC.
Pendant la guerre, d'autres tableaux de Macdonald ont été acceptés par le Comité, mais ont ensuite été interdits d'exposition publique par censure en temps de guerre, si, par exemple, ils montraient des structures construites après 1939. En septembre 1941, elle retourne à Londres pour peindre un paysage urbain représentant la Cathédrale St Paul. Une peinture de Macdonald de la cathédrale entourée de rues bombardées a été montrée en Amérique pendant la guerre, mais elle a été perdue lorsque le navire qui la ramenait en Grande-Bretagne a été torpillé et coulé. 
Plus tard, les Docks de Londres, les ateliers de réparation d'avions et les ponts Bailey ainsi qu'un portrait de leur inventeur, Donald Bailey. En tout, dix-neuf œuvres par Macdonald ont été acquises par WAAC, dont la Building the Mulberry Harbour, London Docks (1944) qui a été demandé par le Tate pour sa collection permanente à la fin de la guerre. Le Musée Impérial de la Guerre possède également un certain nombre d'œuvres de Macdonald.

## Plus tard dans la vie

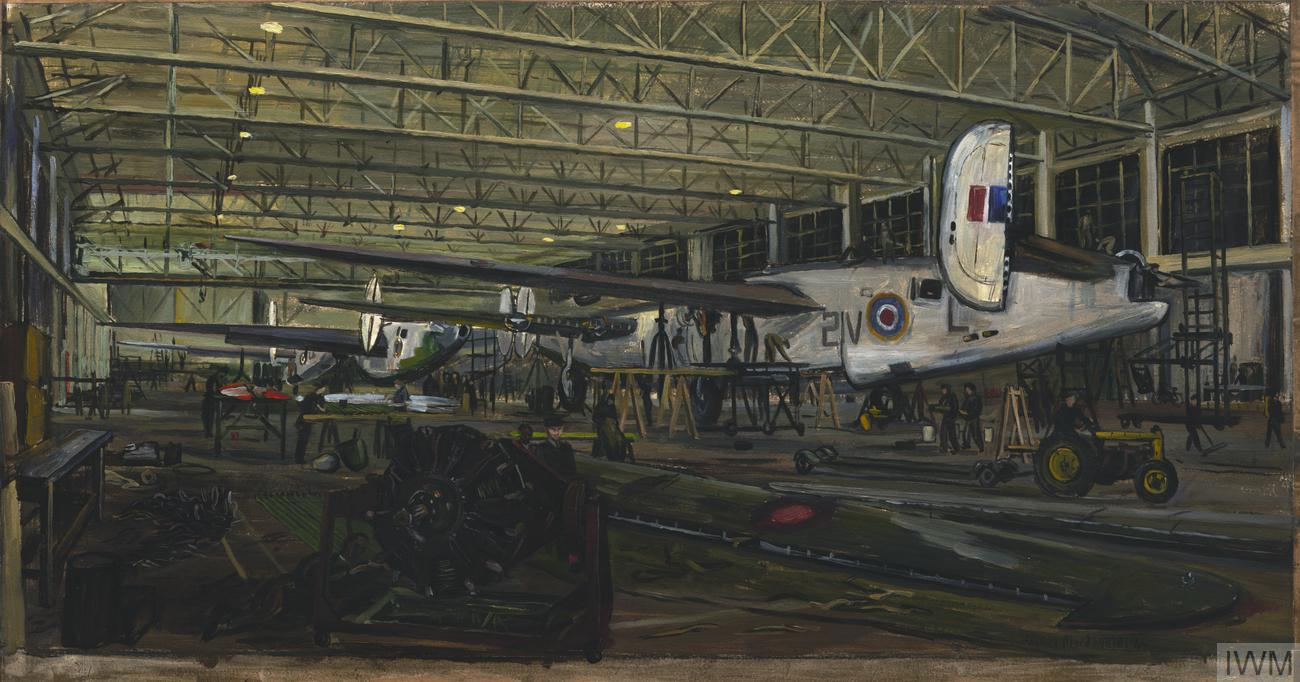
43 Repair Group Air Frame Repair Services, Lincoln, repairing Liberator aircraft (1945) (Art.IWM ART LD 5509)

Après la guerre, Macdonald a eu sa première exposition personnelle à la Wildenstein Gallery en 1947. Elle produit des aquarelles pour Londoner's England, en 1947, a écrit un essai illustré pour Flowers of Cities en 1949, et fait des dessins de la South Bank pour le London County Council avant le Festival de la Grande-Bretagne. 
En plus du Londoner's England, elle travaille comme illustratrice pour les magazines Signature et Recording Britain.
En 1951, le Conseil des arts a commandé une grande peinture de paysage à Macdonald pour l'exposition 60 Paintings for '51,qui faisait partie des célébrations du Festival of Britain à Londres. Macdonald a produit une peinture de Penrhyn Quarry, intitulée The Welsh Singer, tandis que Leonard Appelbee contribue à la peinture One-man Band à la même exposition. 
Macdonald enseigne au Goldsmiths College of Art, entre 1946 et 1948, a suivi un cours hebdomadaire de natures mortes à Beckenham de 1957 à 1969 et a également enseigné à la Byan Shaw School et à la Ruskin School of Drawing. En plus d'enseigner l'art, Macdonald expose à la Galerie Alfred Brod en 1961. En 1989, Francis et Leonard quittent le pays de l'Ouest pour Kincardine-on-Forth, puis Aberdeen, pour être près de leur seule fille, Jane. Léonard est mort en 2000, deux ans avant Francis.